# Brian Johnson
Pour les articles homonymes, voir Brian Johnson (homonymie) et Johnson.
Brian Johnson, né le 5 octobre 1947 à Gateshead dans la banlieue de Newcastle en Angleterre est un chanteur et parolier britannique.
De 1972 à 1978, il chante dans le groupe Geordie, avant de rejoindre le groupe de hard rock australien AC/DC en 1980, pour remplacer son défunt chanteur Bon Scott.

## Biographie

### Enfance
Brian Johnson est né à Dunston, dans l'actuel district métropolitain de Gateshead, au nord-est de l'Angleterre. Il a en partie des origines italiennes du côté de sa mère, Esther De Luca, qui était originaire de Frascati, en Italie. Il est l'aîné d'une fratrie de quatre enfants. Son père, Alan, fut sergent-major dans un régiment de l'armée britannique (le Durham Light Infantry) et mineur de charbon. Il est mort au cours de la tournée Ballbreaker World Tour d'AC/DC. Jeune, Brian Johnson fut scout et a fait partie du chœur de l'église locale. Il est aussi apparu dans un jeu télévisé.

### Débuts
Le premier groupe auquel Johnson prend part est le Gobi Desert Canoe Club. Ensuite, il intègre Fresh. À partir de 1970, Johnson joue avec le groupe The Jasper Hart Band, reprenant des chansons de la comédie musicale Hair ou d'autres chanson soft rock ou pop rock de l'époque. Johnson et d'autres membres de ce groupe se séparent pour former le groupe Geordie.
En tant que membre de Geordie, Johnson n'enregistre qu'un seul et unique single, I Can't Forget You Now, sorti en janvier 1976 sous le label Red Bus. En 1982, MCA Records sort l'album Strange Man présenté comme un album solo de Brian Johnson, mais il s'agit en fait d'une compilation de dix chansons de Geordie sorties entre 1973 et 1976. L'album Keep On Rocking sorti aux US en 1989 sous le nom de Brian Johnson and Geordie contient douze reprises des meilleures chansons du groupe, de même que le CD de compilation Rockin' With The Boys 1972–1976, sorti en Australie en 1991.

### AC/DC

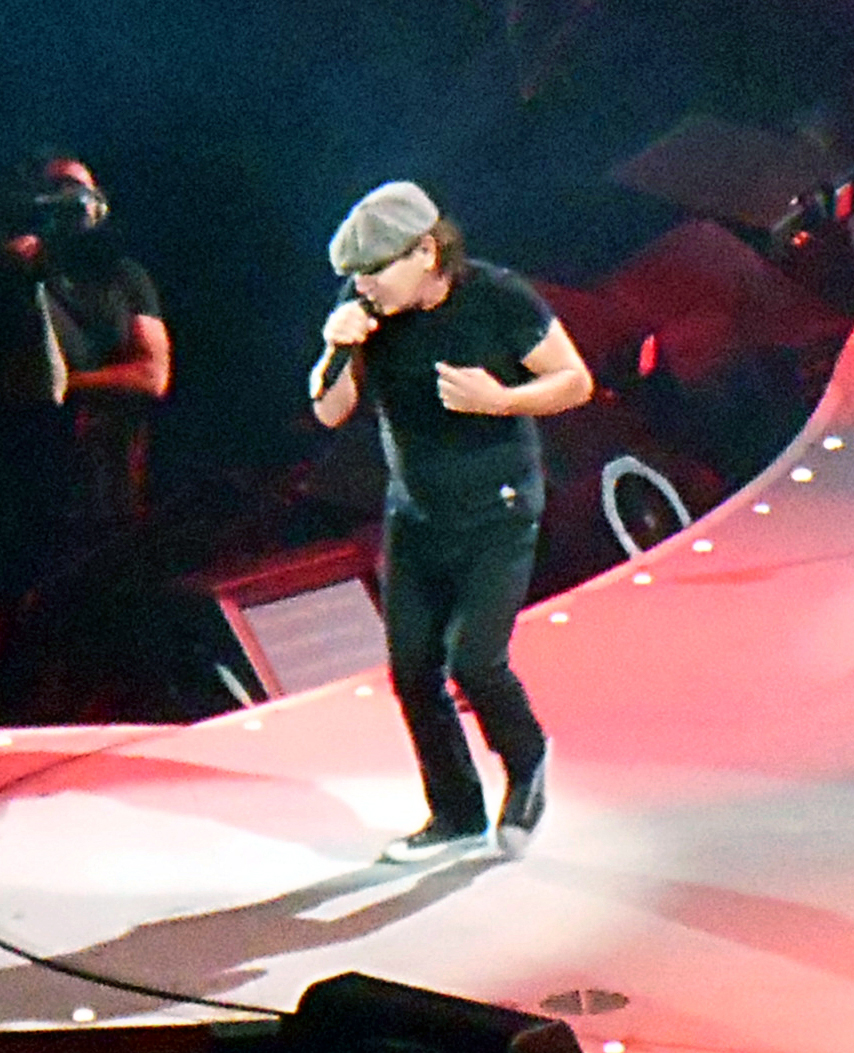
Brian Johnson en concert avec AC/DC à Tacoma, Washington, le 2 février 2016.

Après la mort de Bon Scott, les autres membres du groupe AC/DC étudient toutes les possibilités, évoquant même brièvement l'idée d'une séparation. Ils concluent cependant que le vœu de Scott aurait été de poursuivre l'aventure.
Ils passent en revue plusieurs noms de candidats potentiels à son remplacement, dont Terry Slesser, l'ancien chanteur du groupe Back Street Crawler ou Noddy Holder, le chanteur du groupe Slade, avant de fixer leur choix sur Johnson. Angus Young, le cofondateur et guitariste d'AC/DC, a raconté plus tard : « C'est Bon qui avait prononcé la première fois le nom de Brian. Il a vu Brian, qui faisait alors partie du groupe Geordie, à l'occasion d'une tournée en Angleterre. Il a dit de lui : "Brian Johnson est un grand chanteur de rock 'n' roll, dans le style de Little Richard", qui était l'idole de Bon Scott. Je pense qu'à cette époque, quand il fit la rencontre de Brian, Bon a dû penser ceci : "Eh bien, c'est un gars qui en sait un bout sur le rock 'n' roll". Nous étions en Australie quand il a dit cela. Je pense que quand on a pris la décision de continuer, Brian fut le premier nom qui nous vint à l'esprit, Malcolm et moi, et on s'est dit qu'on devait prendre contact avec lui ».
En mars 1980, Brian reçoit un appel téléphonique l'invitant à Londres à une audition pour le poste de chanteur du groupe AC/DC. En tant que grand fan d'AC/DC, il est heureux d'y aller. Malcolm Young se souvient de ce jour : « Nous étions assis à attendre et on s'est demandé : "Il est où ce Brian, ça fait une heure qu'on attend ce gars ?". On nous répondit : "oh lui, il est en bas en train de jouer au billard avec les roadies". On s'est dit, bon, au moins il sait jouer au billard ».
Quand Brian monte finalement les voir, Malcolm se rappelle que Johnson « avait les larmes aux yeux. Il était aussi triste que nous à propos de Bon. Quoi qu'il en soit, lui avons-nous dit, "on fait un test ?" et il répondit : "Il m'arrive de jouer Whole Lotta Rosie avec Geordie", et il se lança. Ce gars, putain, c'était juste ce qu'il nous fallait, on lui a demandé s'il connaissait une autre chanson, Nutbush City Limits ?, "OK, on peut jouer ça", et là aussi il fit une très bonne interprétation. Pour la première fois depuis la perte de Bon, on a souri. Et depuis on travaille ensemble ». Brian fut intégré à la bande, et l'annonce officielle fut faite le 1er avril.
Une semaine après, Brian s'envolait aux Bahamas (une idée de la production, pour des raisons fiscales semble-t-il) où il rejoignit les Young au studios Compass Point, avec le bassiste Cliff Williams, le batteur Phil Rudd et Mutt Lange, le producteur de Highway to Hell. Le résultat final fut l'album Back in Black, sorti en juillet de cette année. Pendant l'enregistrement, il détruira pas moins de trois micros dû à sa voix puissante et aigüe. Ce fut un succès mondial : l'album atteignit la seconde place des meilleures ventes d'albums de tous les temps. Le premier concert de Brian, marquant le départ du Back in Black Tour 80-81, eut lieu au Palais des expositions de Namur, en Belgique, le 29 juin 1980.
L'album suivant, For Those About to Rock We Salute You, sorti en 1981, se vendit tout aussi bien. Les deux albums suivants, bruts et auto-produits, Flick of the Switch et Fly on the Wall, eurent un moins bon succès. La sortie en 1986 de l'album Who Made Who, reprise de la bande originale du film Maximum Overdrive, permit à AC/DC de revenir sur le devant de la scène. En 1986, Johnson apparut, de retour à Tyneside, dans le clip controversé de You Shook Me All Night Long, largement diffusé sur MTV.

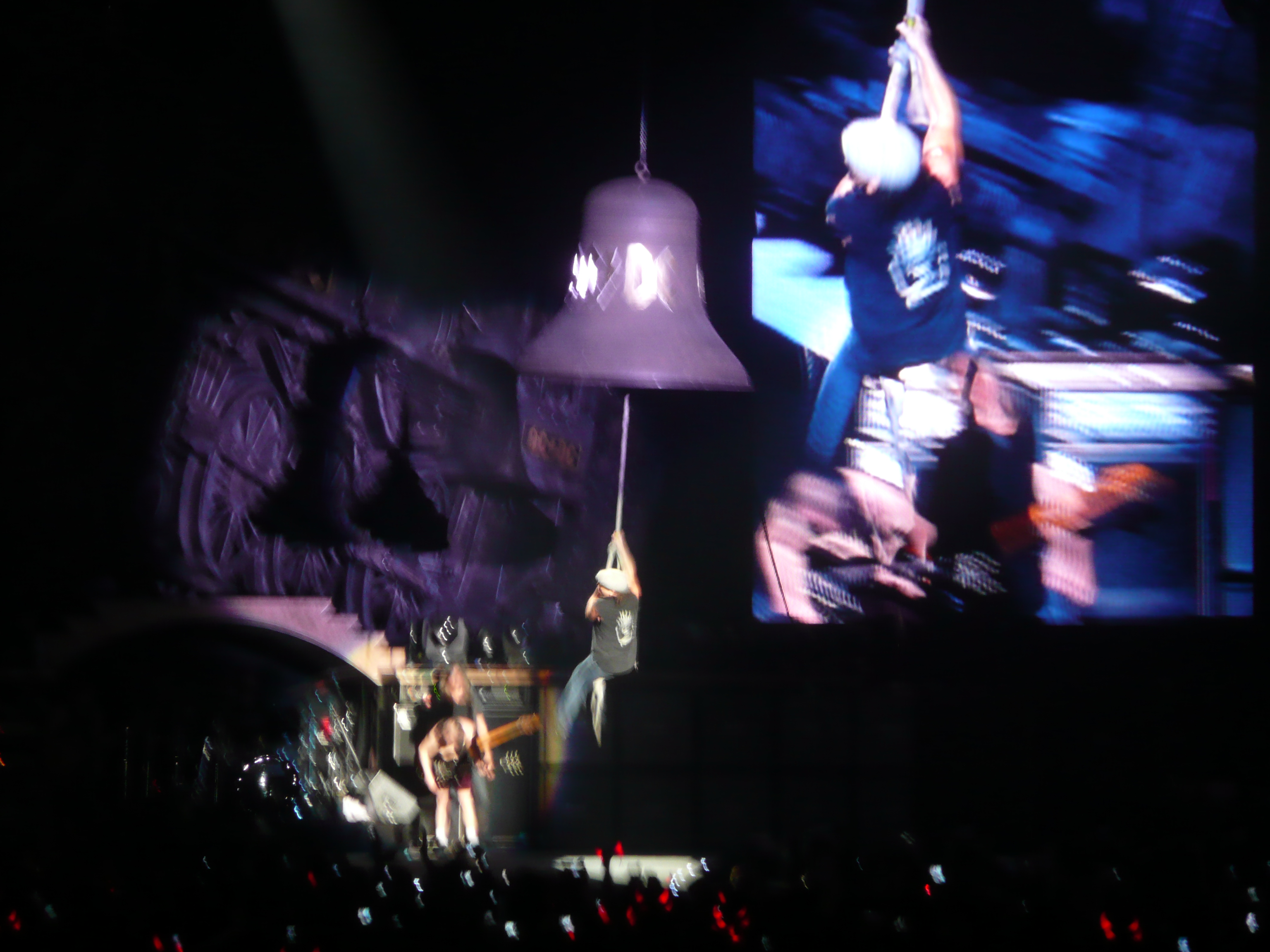
Brian Johnson se suspendant à une cloche pendant la chanson Hells Bells.

L'album Blow Up Your Video, sorti en 1988, fut le dernier dont les paroles des chansons furent composées par Johnson. À compter de l'album The Razors Edge, sorti en 1990, les paroliers furent les guitaristes Angus and Malcolm Young. Pendant une interview à la radio, un fan demanda à Brian pourquoi il ne composait plus de paroles. Il rit et dit : « Je suis à court de mots », puis il expliqua qu'il ne supportait plus la pression de fournir les paroles d'un album entier de chansons ; et qu'il était content que les frères Young aient pris la relève depuis l'album The Razors Edge. Depuis, le groupe continua de fonctionner ainsi. En 2014, il sortit son 16e album studio, Rock or Bust.
Symbole de la classe ouvrière dans le nord de l'Angleterre, Brian Johnson porte toujours une casquette Gavroche sur scène, et même assez souvent en dehors,. Il lui arrive aussi parfois de porter des casquettes de baseball. Son frère a expliqué que le chanteur portait des casquettes sur scène pour éviter que la transpiration coule sur ses yeux.
Le 8 mars 2016, le groupe alors en pleine tournée aux États-Unis annonce soudainement le report des dix dates restantes de la tournée américaine. En effet, Brian Johnson souffre alors d'importants problèmes d'audition, et il lui est conseillé par des médecins de cesser immédiatement les concerts, au risque de devenir complètement sourd.
Il est donc remplacé par Axl Rose, chanteur du groupe Guns N' Roses.
En septembre 2020, le batteur Phil Rudd et lui reviennent, après respectivement quatre et cinq ans d’absence, pour l'album Power Up.

### Spectacle musicalHélène de Troie
Johnson, qui déclara « aimer les spectacles musicaux, en particulier les classiques comme celles de Rodgers et Hammerstein », entreprit dès avril 2003 le montage d'un spectacle autour du personnage de la mythologie grecque Hélène de Troie, en collaboration avec Robert de Warren, le chorégraphe de la compagnie floridienne de ballet Sarasota Ballet. Le spectacle est dans le style de la comédie musicale Les Misérables, mélangeant de la musique entraînante, des ballades romantiques et des dialogues minimalistes. Après avoir assisté à une représentation de la comédie musicale Cats du compositeur britannique Andrew Lloyd Webber, Johnson fit le choix de se faire aider dans son projet et fit appel aux auteurs Ian La Frenais (en), Dick Clement et Brendan Healy.
Malcolm McDowell, qui a fait ses débuts dans la chanson en interprétant une des chansons pour la bande son dans le studio de Brian, donna son accord pour prendre le rôle de Zeus. Dolores O'Riordan, la chanteuse des Cranberries et Bruce Vilanch  furent également pressentis pour participer. En 2004, Johnson partit en Grèce tourner un épisode de la série télévisée Goddess Odyssey au cours duquel il était à la recherche du mythe d'« Hélène de Troie ». Cet épisode sortit en DVD en 2005 et la bande son du spectacle. Phil Carson, ancien directeur général d'Atlantic Records, a apporté son soutien au projet, mais il n'a jamais été réalisé.

### Autres activités
Fan de voitures et de courses automobiles, Johnson prend plaisir à piloter ses voitures de course anciennes : une Royale RP-4 et une Pilbeam (en) MP84 qu'il engage dans des courses de voitures anciennes aux États-Unis.
Johnson collabora également avec le groupe Jackyl, en enregistrant avec eux en 1997 la chanson Locked and Loaded et en signant en 2002 les paroles de la chanson Kill the Sunshine de leur album Relentless. Il prêta sa voix au personnage du sergent Starkey dans la version anglaise du jeu vidéo Call of Duty : Le Jour de gloire. Il fit une brève apparition dans le film Goal!, jouant le rôle d'un supporter de Newcastle United regardant jouer son équipe à la télé dans un bar de Californie.
En 2006, Johnson prit part à l'émission de téléréalité The Race sur la chaîne anglaise Sky1, mettant en scène des courses de voitures. En 2007, Johnson et  Cliff Williams, le bassiste d'AC/DC, prirent part à la tournée Classic Rock Cares pour aider à lever des fonds pour la fondation John Entwistle, dirigée par le bassiste Steve Luongo, ami de longue date d'Entwistle. Ils interprétèrent aussi des chansons écrites par Johnson pour le film Totally Baked.
En 2006, Brian Johnson participa en tant que Star dans une voiture petit budget à l'émission Top Gear. Son temps de 1:45.9 sur Chevrolet Lacetti le mit à la deuxième place, à O,1 s de Jay Kay et à égalité avec Simon Cowell (juge dans l'émission Britain's Got Talent) et Kevin McCloud (présentateur de l'émission de télévision Grand Designs sur Channel 4). En conséquence de cela, Johnson participa à la première émission de la 20e saison de Top Gear et il fut le premier à piloter la nouvelle Vauxhall Astra, réalisant un temps de 1:45.1. En avril 2015, il déclara que la BBC avait commis une erreur en limogeant Jeremy Clarkson après son altercation avec un collègue : « Je connais Jeremy et je connais les deux autres gars [Richard Hammond et James May] et l'acte qu'on lui reproche est totalement inhabituel ».
Il a été introduit au Rock and Roll Hall of Fame en 2003 avec les autres membres du groupe.
Son autobiographie, Rockers and Rollers: An Automotive Autobiography, est publiée en 2010. Il participa les 29 et 30 janvier 2012 à l'édition 2012 des 24 Heures de Daytona avec le team 50+Predator/Alegra Racing, composé des pilotes d'Elliott Forbes-Robinson, de Byron DeFoor, de Jim Pace de Carlos de Quesada et de lui-même. Leur voiture, une Dinan/BMW portant le numéro 50, termina 12e dans la catégorie Daytona Prototype. Il participa ensuite en 2012 à la course Celebrity Challenge de l'événement automobile annuel Silverstone Classic.
En juillet 2009, Johnson a été interviewé par le magazine Classic Rock, et a déclaré qu'il est temps pour lui de penser à la retraite. En novembre, il a clarifié ses commentaires, en disant qu'il ne voulait pas prendre sa retraite, mais le ferait s'il ne pouvait pas assurer un concert entier.
En 2013, il participe à l'album de Sting appelé The Last Ship, en interprétant le titre Sky Hooks and Tartan Paint ainsi que Shipyard avec Jimmy Nail et Jo Lawry.
Johnson participe à partir de mai 2014 à l'émission documentaire Cars That Rock with Brian Johnson diffusée sur la chaîne anglaise Quest (en français Cars That Rock avec Brian Johnson, sur Discovery Channel à partir du 7 février 2015) dans laquelle le chanteur présente les voitures les plus emblématiques de l'histoire de l'automobile. Le premier épisode est consacré à l'Austin Mini.

## Vie privée
Johnson épouse sa première femme, Carol, en 1968 et ils ont deux filles : Joanne (née en 1968), et Kala (née en 1973) Ils ont divorcé au cours de l'écriture de l'album Razors Edge. Il est maintenant marié à Brenda et réside à Sarasota, en Floride. Il se déclare aussi athée.
Il est aussi un fervent partisan de Newcastle United, et a demandé à faire un investissement substantiel dans le club autour de 1981/1982 après avoir été invité par Jackie Milburn.
En septembre 2009, Johnson a été diagnostiqué avec le syndrome de Barrett. Cela a entraîné pour AC/DC l'annulation de plusieurs spectacles sur leur tournée 2010 Black Ice ; cependant, les médecins ont réussi à empêcher avec succès la maladie de se développer en cancer. Selon le Sunday Times Rich List de 2011 des millionnaires britanniques du monde de la musique, la fortune de Johnson est estimée à 50 millions de £.
Le 9 juillet 2014, Johnson a reçu un doctorat honorifique de la musique par l'Université de Northumbria dans sa ville natale de Newcastle Upon Tyne, en reconnaissance de son importante contribution à l'industrie de la musique.

## Discographie

### Avec Geordie
| Titre                       | Date de sortie | Label |
| --------------------------- | -------------- | ----- |
| Hope You Like It            | 1973           | EMI   |
| Don't Be Fooled by the Name | 1974           | EMI   |
| Save the World              | 1976           | EMI   |
| No Good Woman               | 1978           | EMI   |

### Avec AC/DC
| Titre                   | Date de sortie | Label    |
| ----------------------- | -------------- | -------- |
| Back in Black           | Juillet 1980   | Atlantic |
| For Those About to Rock | Novembre 1981  | Atlantic |
| Flick of the Switch     | Septembre 1983 | Atlantic |
| Fly on the Wall         | Juin 1985      | Atlantic |
| Who Made Who            | Mai 1986       | Atlantic |
| Blow Up Your Video      | Janvier 1988   | Atlantic |
| The Razors Edge         | Septembre 1990 | Atco     |
| Live                    | Octobre 1992   | Atco     |
| Ballbreaker             | Septembre 1995 | Elektra  |
| Stiff Upper Lip         | Février 2000   | Elektra  |
| Black Ice               | Octobre 2008   | Columbia |
| Backtracks              | Novembre 2009  | Sony     |
| Iron Man 2 (bande son)  | Avril 2010     | Sony     |
| Live at River Plate     | Novembre 2012  | Columbia |
| Rock or Bust            | Décembre 2014  | Columbia |
| Power Up                | Novembre 2020  | Columbia |

### Solo
| Titre                    | Date de sortie |
| ------------------------ | -------------- |
| Totally Baked Soundtrack | Avril 2007     |

## Collaboration
- 2013 : The Last Ship de Sting - Chant sur Shipyardet Sky Hooks and Tartan Pain